# Niagara (ancienne circonscription fédérale)
Pour les articles homonymes, voir Niagara.

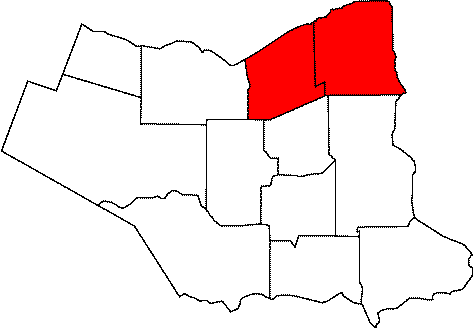
La circonscription électorale de Niagara par rapport à la municipalité régionale de Niagara.

Niagara fut une circonscription électorale fédérale de l'Ontario, représentée de 1867 à 1883.
C'est l'Acte de l'Amérique du Nord britannique de 1867 qui créa le district électoral de Niagara. Abolie en 1882, elle fut fusionnée à Lincoln et Niagara.
La circonscription de Niagara County, dans l'État de New York, est la seule autre division politique possédant le même nom.

## Géographie
En 1867, la circonscription de Niagara comprenait:
- La ville de Niagara Falls
- Le canton de Niagara

## Députés
1. 1867-1874 — Angus Morrison, CON
2. 1874-1878 — Josiah Burr Plumb, CON
3. 1878-1879 — Patrick Hughes, PLC
4. 1879-1882 — Josiah Burr Plumb, CON (2)

- CON = Parti conservateur du Canada (ancien)
- PLC = Parti libéral du Canada